# محمدآباد (ملارد)
محمدآباد، روستایی از توابع بخش صفادشت شهرستان ملارد در استان تهران ایران است.

## جمعیت
این روستا در دهستان اخترآباد قرار دارد و در سال ۱۳۹۵ خورشیدی، ۱۵۵ نفر جمعیت داشته است.